# 全球降水観測計画
全球降水観測計画(ぜんきゅうこうすいかんそくけいかく、GPM 計画、Global Precipitation Measurement)とは、地球大気中の降水を高頻度(3時間ごと)で観測する、NASA、JAXA ならびにその他国際機関による共同ミッションである。
当計画は NASA の Earth Systematic Missions (ESM) 計画の一部であり、ほぼすべての地球上をカバーする予定である。プロジェクトオフィスは NASA ゴダード宇宙飛行センター(GSFC)によって管理され、研究者による全地球気候データの研究を支援するため全地球規模の「雨」の地図を提供する。
また、熱帯降雨観測衛星(TRMM)の成果を引き継ぎ、新たに(1)観測精度の向上、(2)観測領域の拡大、(3)観測頻度の増大、の3点が実現可能となるよう計画されている。
GPM 計画はミッション中核をなす人工衛星(コア衛星)およびその他人工衛星(コンステレーション衛星)の計10機程度の人工衛星群によって運用される。

## GPM主衛星
GPM主衛星（GPM Core）は2014年2月28日にH-IIAロケット23号機で打上げられた。アメリカが開発した衛星本体にGPM マイクロ波放射計(GMI)、および日本が開発した二周波降水レーダ(DPR: Dual-frequency Precipitation Radar)を搭載する。
太陽非同期軌道を周回し、軌道傾斜角は約65度、高度は約407キロメートルである。GPM 計画におけるコア衛星の役割は、DPR および GMI による同時観測により、全観測データの校正器(キャリブレータ)として機能することにあり、コンステレーション衛星を含めたマイクロ波放射計の降水観測精度を向上させる。
2023年10月、推薬の残量から計算された運用終了時期が2034年末と考えられていたところ、太陽活動の活発化によって2027年中ごろにまで短命化する可能性が生じた。そのため2023年11月7日・8日の2回のマニューバで運用高度を407kmから442kmに上昇させ、2030年頃まで推薬残量が維持できる見通しとなった。それに伴い、DPRアルゴリズムの改修が必要となることから軌道変更を実施する同年11月7日から観測データの提供を中止し、2024年3月5日に再開した。

### ミッション機器
DPRは、Ku帯（13.6GHz）降水レーダ（KuPR）と、Ka帯（35.5GHz）降水レーダ（KaPR）の2台のレーダで構成されている。高感度化を目的としたKaPRでは、KuPRでは測れない弱い雨や雪の検出に有効であり、強い雨の検出が可能なKuPRと同時に観測することによって、熱帯の強い雨から高緯度の弱い降雪までの降水量を高精度で観測することができるようになる。TRMM降雨レーダのような一周波のレーダでは得られない情報まで観測できるようになるため、降水量の推定精度を大幅に向上することができるようになる予定。
KuPRはTRMM衛星のPRとよく似ており, 245 kmの刈り幅(swath)をもつ(角度ビンは49個)。その内側に, KaPRが120 kmの刈り幅を持つ。KaPRはMSとHSというパターン（角度ビンはそれぞれ25個と24個）2つのパターンのスキャンを実施しており, 両者は互いに少しずれながらほぼ同じ刈り幅を観測していた。ところが2018/05/21に, HSのスキャンパターンが変更されたため, それ以前と以後ではKaPRの刈り幅は異なっている。MSのスキャンパターンは変更されておらず, それはKuPRのスキャンパターン（の内側）のほぼ同じ地点を観測している。
GMIは受動センサーであり, 地球表面やと大気から放射されたマイクロ波を13の異なる周波数/偏光チャンネルで観測する。これらのデータから、幅885 kmの定量的な降水量分布図が得られる。GMIはTRMMマイクロ波放射 (TMI) の遺産を引き継いでおり, それに4つの新しいチャンネルと, より良い解像度と, より高精度の校正を加えたものである。GMIのデータは, TDRSS中継衛星との多元接続リンクを介して, 地上に継続的に送信される。

## コンステレーション衛星
GPM 参加国や参加機関が個別に打ち上げるコンステレーション衛星は、それぞれマイクロ波放射計やマイクロ波サウンダなどを搭載しており、周回軌道は一部低軌道傾斜角(約20{\displaystyle \sim }40度)のものもあるが主に太陽同期極軌道を取り、高度は約600〜800キロメートルである。複数の衛星で観測することにより観測領域の拡大および観測頻度の増大を図っており、全地球的規模で最大でも3時間前の最新降水マップが常に得られるようになる。
2013年12月時点での GPM 参加予定コンステレーション衛星は以下の通り。
- 熱帯降雨観測衛星TRMM (NASA/JAXA)
- Megha-Tropiques (CNES/ISRO)
- DMSP F19 (DOD)
- DMSP F20 (DOD)
- GCOM-W1 (JAXA)
- MetOp-B (EUMETSAT)
- MetOp-C (EUMETSAT)
- NOAA-19 (NOAA)
- NPP (NASA/IPO)
- JPSS-1 (NASA/NOAA)

## 科学的・社会的貢献
GPM 計画の衛星観測データは参加各国の地上局で受信された後、日米の GPM データ処理システムへと送られる。処理システムでは準リアルタイム処理により、3時間ごとの全球降水マップなどを作成し、インターネットなどを通じて関係機関、研究者および一般向けに提供する。このようにデータを即座に広く提供することで、気象予報、国土管理、農業・漁業への実利用分野や、災害予測・警報発令などの防災分野に大きく貢献することを GPM 計画は目指している。

## 映像資料

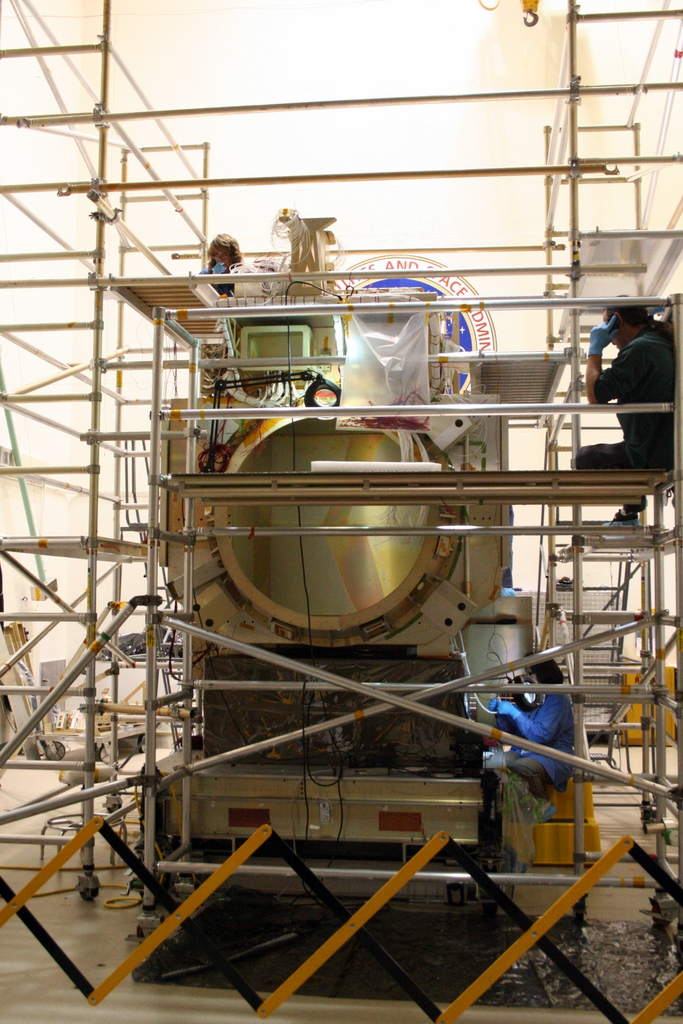
GSFC にて音響試験の準備をする GPM コア衛星

## その他
- GPM主衛星の後継機として降水レーダ衛星（PMM）が計画されており、2028年度以降の打ち上げに向けて開発を進めている[7][8]。
- 2004年に公開されたインドの映画Swades: We, the People（英語版）(発音：［swəˈdeːʃ］、英語: Homeland)はNASAのGPMのプロジェクトマネージャーを務めるインド人を主人公としている。